# Charles Bertin
Charles Bertin (* 5. Oktober 1919 in Mons, Hennegau; † 21. Oktober 2002 in Sint-Genesius-Rode, Flämisch-Brabant) war ein belgischer Jurist, Gewerkschaftsfunktionär und Schriftsteller, der sich in seinem Wirken mit zahlreichen Facetten literarischen Schaffens wie Poesie, Drama, Journalismus und Literaturkritik befasste und sich immer wieder mit der Thematik der Einsamkeit in verschiedenen Lebenssituationen auseinandersetzte.

## Leben

### Studium und berufliche Tätigkeiten
Bertin, ein Neffe des Politikers und Schriftstellers Charles  Plisnier, absolvierte nach dem Schulbesuch ein Studium der Rechts- und Politikwissenschaften an der Université libre de Bruxelles (ULB) und verfasste während des Studiums 1939 Artikel für die Zeitschrift La Faluche, das Organ des Zirkels wallonischer Studenten an der ULB, dem er als Mitglied angehörte. Nachdem er 1941 sein Studium als Doktor der Rechte abgeschlossen hatte, war er von 1942 bis 1947 als Rechtsanwalt in Mons tätig.
Anschließend war er zwischen 1947 und 1949 als stellvertretender Kabinettschef des Ministers für Arbeit und Soziales tätig, ehe er danach Rechtsberater des Fédération générale du travail de Belgique (FGTB) war, des Dachverbands der Gewerkschaften Belgiens. Im Anschluss war er von 1952 bis zu seinem Eintritt in den Ruhestand 1984 Generalsekretär der Gewerkschaft der Metallarbeiter.
Zu Beginn der 1950er ließ er sich in Sint-Genesius-Rode nieder, einer Stadt in Flämisch-Brabant, die im flämisch-wallonischen Konflikt eine besondere Rolle spielt, da sie die einzige der sechs Fazilitätengemeinden in der Umgebung Brüssels ist, die sowohl an die Region Brüssel-Hauptstadt als auch an die Wallonische Region grenzt. Dort trat er insbesondere für die kulturellen Rechte der frankophonen Einwohner ein.
Im Juni 1976 gehörte Bertin mit 141 anderen Persönlichkeiten wie Fernand Dehousse, Francis Delpérée, Joseph Hanse, Maurice Leroy, Jean Rey und Marcel Thiry zu den Unterzeichnern eines offenen Briefes an König Baudouin. Darin forderten die Unterzeichner einen wahren, lebendigen Föderalismus, der sich auf die Anerkennung der Menschenrechte und die Gleichheit der Bürger stützte und die politische Gleichheit der Gemeinden und Regionen forderte.

### Schriftstellerisches Wirken
Literarisch trat er bereits während seiner Tätigkeit als Rechtsanwalt in Erscheinung und veröffentlichte 1946 mit Trois poèmes einen ersten Gedichtband, dem bereits 1947 mit Psaumes sans la grâce ein zweiter Band folgte. Für das Bühnenwerk Don Juan (1947) wurde er 1947 darüber hinaus mit dem Prix Triennal d’Art dramatique ausgezeichnet.
1949 veröffentlichte er mit Chant noir einen dritten Gedichtband, dem 1952 Christophe Colomb folgte, das 1954 vom Théâtre National de Belgique als Radiohörspiel aufgenommen sowie 1961 mit dem Prix Italia ausgezeichnet wurde, und in dem Bertin anhand der Hauptperson Christoph Kolumbus die Einsamkeit von Macht und Abenteuer darstellt.
Im Roman Journal d’un crime (1961), der 1965 in einer deutschsprachigen Übersetzung von Gerhard Vorkamp unter dem Titel Tagebuch eines Verbrechens erschien, beschrieb er die Einsamkeit einer nicht freiwilligen, sondern beängstigenden inneren Verantwortung. 1963 verfasste er mit dem Theaterstück L’oiseau vert eine Adaption von Carlo Gozzis philosophischer Märchenfabel L'augellin belverde aus dem Jahr 1765.
Der Roman Le bel âge (1964), der mit dem Prix Victor Rossel (1964) sowie dem Prix triennal du roman (1966) gewürdigt wurde, behandelt die Feindschaft der Bewohner einer Provinzstadt gegenüber der Hauptperson. In dem Theaterstück Le Roi Bonheur (1966) verspottete er die Welt der Erwachsenen durch die Hauptperson, einer Art lächerlichem Caligula.
In Je reviendrai à Badenburg (1970) befasste er sich mit der Einsamkeit des Todes und stellt darin einen Mann dar, der auf der Suche nach sich selbst versagt und weiter das Leben eines Libertin führt. Die metaphorische Darstellung der Zivilisation war Thema in Les jardins du désert (1981), in dem die Handlung auf einer einsamen Insel im 21. Jahrhundert spielt, deren Bewohner die Überlebenden einer Katastrophe sind, die von einem aufgeklärten Despoten angeführt werden.
Weitere spätere Romane waren Les jardins du désert (1981), Voyage d’hiver (1989) und La petite dame en son jardin de Bruges (1995), die allerdings nicht an die früheren Erfolge anknüpfen konnten. Zuletzt veröffentlichte er mit Jadis, si je me souviens bien im Jahr 2000 seinen letzten Roman.
Bertin, der Mitglied der Ständigen Kommission von Radio-télévision belge de la Communauté française (RTBF) und Präsident des belgischen Komitees der Schriftstellergesellschaft war, war seit 1967 Mitglied der Académie royale de langue et de littérature françaises de Belgique.

## Veröffentlichungen
- Don Juan, 1947
- Journal d'un crime, 1961; deutsch: Tagebuch eines Verbrechens, München 1965
- Le bel âge, 1964
- Christophe Colomb, 1966
- Le Roi Bonheur, 1966
- Je reviendrai à Badenburg, 1970
- Les jardins du désert, 1981
- Le voyage d'hiver, 1989
- La petite dame en son jardin de Bruges, 1996
- Charles Plisnier, 1996
- Marcel Thiry, 1997
- Jadis, si je me souviens bien, 2000